# آدم مونتجومري
آدم مونتجومري (بالإنجليزية: Adam Montgomery) هو لاعب كرة قدم بريطاني، ولد في 18 يوليو 2002.